# Nader Saeivar
Nader Saeivar, né le 21 juillet 1974 à Tabriz, est un réalisateur, scénariste et producteur iranien.

## Parcours
Nader Saeivar est notamment connu pour avoir coécrit le film Trois visages avec le réalisateur Jafar Panahi. Ce film lui a valu de remporter le prix du scénario lors du festival de Cannes 2018, ex æquo avec Alice Rohrwacher.

## Filmographie

### Scénariste
- 2018 : Trois visages de Jafar Panahi
- 2020 : Namo de lui-même
- 2022 : No End de lui-même

### Réalisateur
- 2020 : Namo
- 2022 : No End
- 2024 : The Witness (La Femme qui en savait trop)

### Producteur
- 2018 : Trois visages de Jafar Panahi - producteur délégué
- 2022 : Aucun ours de Jafar Panahi - régisseur général